# James Burke (Boxer)

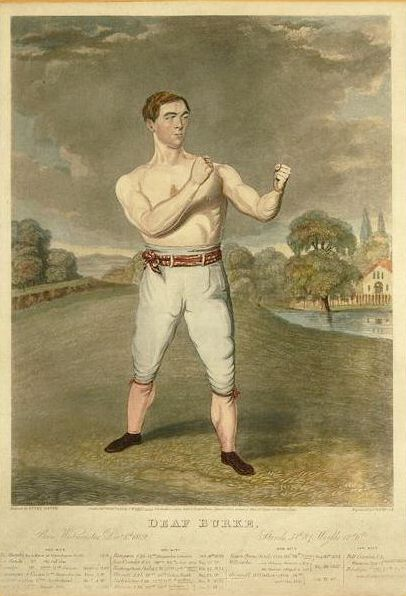
James Burke

James Burke (* 8. Dezember 1809 in London; † 8. Januar 1845 ebenda) war ein englischer Boxer im Schwergewicht in der Bare-knuckle-Ära.

## Karriere
Am 30. Mai 1833 trat Burke in einem besonders brutalen Kampf gegen den irischen Champion Simon Byrne um die englische Meisterschaft an. Der Kampf ging 3 Stunden und 6 Minuten. Byrne erlitt in diesem Gefecht so starke Verletzungen, dass er 3 Tage später daran starb. Burke wurde daraufhin wegen Mordes verhaftet, jedoch am 11. Juli desselben Jahres wieder freigelassen.

## Tod
Im Alter von nur 35 Jahren starb Burke am 8. Januar 1845 zu Hause in London in Armut an Tuberkulose.

## Ruhmeshalle
Im Jahre 1992 fand Burke Aufnahme in die International Boxing Hall of Fame (IBHOF) in der Kategorie Pioniere.